# 瓦弄杜鹃
瓦弄杜鹃（学名：Rhododendron walongense）为杜鹃花科杜鹃花属下的一个种。

## 扩展阅读
維基物種上的相關：瓦弄杜鹃